# Queril d'Atenes
Queril d'Atenes (Choerilus en llatí, Χοιρίλος en grec) fou un poeta tràgic atenenc, contemporani de Tespis, Frínic, Pratines, Èsquil i Sòfocles. Va competir per un premi el 523 aC. Encara era molt estimat el 483 aC després d'estrenar comèdies durant 40 anys. Va escriure unes 150 tragèdies. Se li atribueix la millora de les màscares a les comèdies, però això era freqüent de considerar que era obra de tots els grans autors.

## Font
1. ↑  Chisholm, 1911.

- Aquest article incorpora text d'una publicació actualment en domini públic: Chisholm, Hugh, ed. (1911). Encyclopædia Britannica (11a ed.). Cambridge University Press. En aquest article se cita:
- A. Nauck. Tragicorum Graecorum Fragmenta, 1889.
- F. G. Welcker. Die griechischen Tragödien, p. 18,892.